# 四字神名

四字神名的刻文，由上而下，依序為古希伯來字母（西元前10世紀至135年），古亞蘭字母（西元前十世紀至西元四世紀），方形希伯來字母（西元前3世紀至今）

希伯来文四字神名

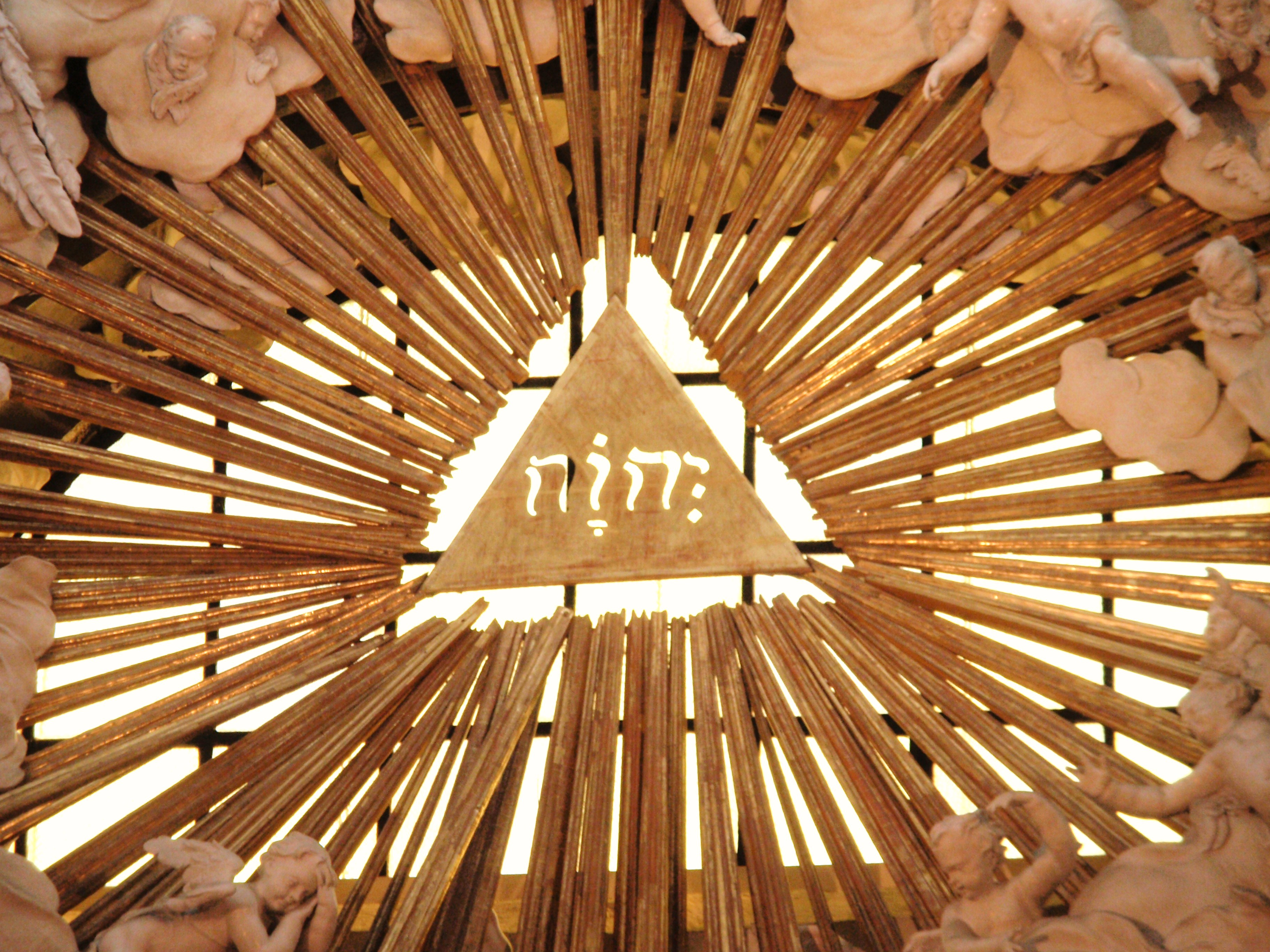
查理教堂中的四字神名

| 希伯来字母 | ה  | ו   | ה  | י   |
| 字母名称   | He | Vav | He | Yod |

四字神名（希臘語：Τετραγράμματον，意思是“四个字母”），為古代希伯來人尊崇的神名，在《希伯来圣经》中，用四個希伯來子音，即יהוה‬（拉丁化為IHVH、YHVH、YHWH、JHVH或JHWH）來表示，是猶太教及基督教所信仰的独一神，在中国基督教新教裡主要汉譯為“耶和华”的专有名稱。尽管יהוה‎四字神名的头衔不少，如“上帝”，“天主”，“上主”都指这位神，但唯有雅威（天主教思高圣经译名）和耶和华（新教和合本译名）才是其音译成汉语的名字，能正确代表希伯来语四字神名יהוה‎。
四字神名的元音早已失传。中世紀末期，四字神名被拉丁化為雅威和耶和华（英語：Jehovah），許多現代學者相信其正確發音應該接近於雅威或亞威或亞呼威（Yahweh或Yahuweh或Yahveh或Yahuveh或Yehoweh）。

## 字源
在《希伯來聖經》中，四字神名由四個希伯來字母組成，分別是yōḏ（י）、hē（ה）、vav或wāw（ו）、hē（ה）。
四字神名在《希伯来圣经》中出现了6,828次，而不在《雅歌》、《传道书》和《以斯帖记》中。它首次出现于希伯来原文版的《创世记》2:4。这个单词以希伯来圣经的读法应从右往左读，为：
| 希伯來字母 | 字母名稱 | 發音                                  |
| ---------- | -------- | ------------------------------------- |
| י‬          | Yodh     | [j]                                   |
| ה‬          | He       | [h]                                   |
| ו‬          | Vav或Waw | [v]或[w]，可能是母音"O"/"U"的佔位符號 |
| ה‬          | He       | [h]，通常是被作為字尾的無聲子音       |

## 来历和意義
《和合本》“摩西對神說：「請看，我到以色列人那裏，對他們說：『你們祖宗的神打發我到你們這裏來。』他們若問我說：『他叫甚麼名字？』我要對他們說甚麼呢？」
神對摩西說：「我是自有永有的」；又說：「你要對以色列人這樣說：『那自有的打發我到你們這裏來』」
神又對摩西說：「你要對以色列人這樣說：『　YHWH (原读法不确定)─你們祖宗的　神，就是亞伯拉罕的　神，以撒的　神，雅各的　神，打發我到你們這裏來。』『　YHWH (原读法不确定)是我的名，直到永遠；這也是我的紀念，直到世世代代。』”
自有永有的是解譯祂是自有永有，但不是祂的自稱，而後才又對摩西說YHWH是神的聖名。
四字神名的含义可能是「自有永有」或「成事者」，會使自己的旨意和應許實現。YHVH或YHWH字根意思是hayah「存在」或「成為」。
《出埃及記》第3章第14节参记载，上帝答复摩西问上帝应当让以色列人如何称呼祂，上帝说：（ehyah ašer ehyah [ehˈja aˈʃer ehˈja]），意为“I am who（或译that）I am”、“我是我所是”、“我是那自存（自有永有）者”），上帝要摩西對以色列人這樣說，"ehyah" （Hayah的词根，被认为是YHVH或YHWH的第一人称衍生形式，意为I AM/我是/我存/那自有者）打發摩西到以色列人這裏來。
《出埃及記》第34章第6节至第7节参称：“YHWH在摩西面前經過，宣告説：“YHWH，YHWH，是有慈悲有恩典的上帝，不輕易發怒，大有忠貞之愛，信守真理，為千代的人存留忠貞之愛，赦免罪過、過犯、罪惡，卻一定執行刑罰，連父帶子及孫，以至三四代，都一併治罪。”

## 代称
四字神名是「神」公布的自稱，但猶太人因从摩西所受的上帝十誡中有「不可妄稱YHVH你神的名」的誡命，避諱直呼神的名。在被擄（充軍）歸鄉期以後，猶太人不敢直接唸神的名字。
公元前3世紀至前1世紀時，希臘文七十士譯本更把YHVH/YHWH直接改寫作κύριος（kyrios，「主」之意，此處對應英譯版中的「LORD」），日後之眾譯本亦隨此傳統。新約中引舊約經文部份是根據七十士譯本，故整部新約只見以主kurios稱神的名，而不見YHVH之音譯或意譯的名。
希伯來語单詞的輔音写在中央而元音（母音）写在輔音的上面或下面，以不同组合的点和短线表示。中世紀猶太学者為希伯來語的四字神名標上母音時，避諱地在YHWH旁標示「adonai」的母音符号。当時聖經抄本這样写之目的，乃提醒猶太裔讀者要念成「adonai」（意為「上主」、「我的主」）。

## 拉丁字母轉寫
四字神名「יהוה‬」在拉丁文中轉寫为“IHVH”；在德文、法文和荷兰文中为“JHWH”，而在英文中为“JHVH”或“YHVH“或“YHWH”。當代歐洲語言中有的用J表示[j]，如德語；有的則以Y表示[j]，如英語。因此，在對譯希伯來文中[j]音的字母時，往往是Y與J兩字母互相換用。

## 音譯

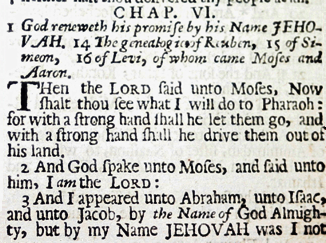
1671年钦定版圣经把中的四字神名译作“JEHOVAH”。

猶太傳統只留下四字神名的4個只有子音字母而沒有母音字母。“耶和華”此一名是16世紀時由部分新教基督徒首度將經文上方寫型「Yahweh」的子音Y-H-W-H與下方之讀型「ADONAI」的母音i-o-i結合成為一個合成字（hybrid word），但現在無法得知原文「YHWH」是否此字此音。有人認為，或許當時人將原卷印字之子音YHWH與下方加注之母音i-u-e（擷取自ADONAI的母音），按一般希伯來語文慣例：右．上．下．左，子音．母音．子音之讀序，應合唸成YiHuWeH（注音符號：ㄧˊ ㄏㄨ ㄨㄝˊ）。
近代聖經學者为尋找神的名字的正确發音，通过对照古代希腊文的旧约譯本（希腊文有標示元音），以及当代一些非猶太人对該詞讀音的描述，提出了各種可能比較接近正确的念法。现在較為廣泛接受的念法是"YiHWeH"（注音符號：ㄧˊ ㄨㄝˊ）。
自開始翻譯《聖經》以來，翻譯JHWH與否和譯音等問題都曾在聖經翻譯界中引起爭議。現普遍聖經譯本只在希伯來語的部分（即基督教《旧约圣经》）採用神的名字，在希臘語部分（即基督教《聖經·新约》）卻用「主」字或其他頭銜代替JHWH。某些聖經譯本則完全在譯文以「神」、「天主」、「上主」或「永恆主」等頭銜代替JHWH。例如，當引用希伯来語部分的经文時如「我是你們的上主耶和華」（和合本）時，新的譯本多會採用類似「我是你們的上主——萬軍的統帥」（如《現代中文譯本》）的句子翻譯JHWH，但不音譯出四字神名的譯本，容易給人帶來一種疑惑：「怎麼知道這位神就是上帝自己呢？」《出埃及記》第3章第15节参中，神向祂的百姓啟示祂自己的聖名：“這是我的名，直到永遠；這也是我的稱號，直到萬代。”
也有少数譯本在希臘語部分（即基督教所谓《新约》）引用《希伯来圣经》（即基督教《旧约》）時，將原經文作一致性翻譯，例如耶和华见证人的《新世界譯本》便採用此方式翻譯，故在其新約部分亦可見到“耶和華”超過200次。

## 汉譯
公元7世紀唐朝的景教中文古籍裏，將YHWH（及其相對之敘利亞語Ievha）譯作「序娑」、阿羅訶。
由于20世纪初翻译的中国基督教新教的《和合本》是中国基督教史上影响最大的主流圣经汉语译本，四字神名最常見的漢語譯法是即《和合本》译者所采用的「耶和華」（注音符号：ㄝㄏㄨˋ ㄨㄟˊ、ㄧ ㄏㄨˋ ㄨㄟˊ、ㄝㄨㄟˊ或 ㄧㄨㄟˊ   ），例如国语和合本《以賽亞書》42:8：「我是耶和華、這是我的名。」近代聖經研究者較普遍認為「YiuHuWeH」是源于早期旧约譯者（把希伯来語譯成英語的譯者）對這個詞的誤讀，認為猶太人的真正念法是「YIHUWEH」。
20世纪后期天主教的思高譯本把YHWH音譯作「雅威」，意譯作「上主」拉丁語：，有些学者沿用類似的譯法。
現代一些新出版的圣经汉语译本，因循《和合本》的传统，仍舊譯作耶和華。天主教的《牧靈聖經》等音譯YIHWEH作耶威或咿威。天主教及一些新教現代譯本仿LXX本，將LORD直譯成中文作「上主」（注意：「上主」LORD與「天主」God，是2個不同的字源）。

## 不同聖經譯本的出現次数比較
大部分早期聖經抄本和聖經譯本中都多次出現四字神名，單在希伯來原文本已出現差不多7000次。但在現今常用的不同聖經譯本中，四字神名出現次数卻有很大差異。下列是發行量比較大的聖經中文、英文譯本中“雅威”或“耶和華”的出現次数比較：
- 《聖經思高本》——《旧约》約出現50次。在附录2第2章（甲1）指出：「天主的名字：最主要的是：『El. Elohim』中文譯为『天主』和『Jahve』中文譯作『上主』、『自有者』或『雅威』。『Elohim』在舊約出現超過兩千五百次，此名是複數型，表達「威嚴，豐盛，偉大，完美，神性一切的集其大成」之意，主要表明天主是造物者，供應受造物一切所需。；『Jahve』是人由啟示才認識的天主的名字，是天主自己啟示的名字。『Elohim』亦可以指其他的受造物（天上的存在），『Jahve』則只用以指唯一永生的天主。」
- 《和合本聖經》——《旧约全書》出現6400次；《新约全書》只1次在啟示录19:1夹注出现。
- 《聖經現代中文譯本》——《旧约聖經》出現36次；因猶太傳統忌諱直接稱呼上帝的名，原文其他地方提到耶和華神名的地方，均意譯為『上主』或『主』（除了直接提及上帝的名的經文）。
- 《聖經新譯本》——《旧约》出現约6700多次。
- 《聖經吕振中譯本》——多改意譯「永恆主Everlasting Lord」，耶和華少数在《旧约聖經》出現约60多次。
- 《牧靈聖經》——“雅威”差不多遍及《旧约聖經》。
- 《聖經新世界譯本》——由基督宗教非傳統教派耶和華見証人翻譯，《希伯來語經卷》出現6973次；《希臘語經卷》出現237次。連同54次使用原文神名字的缩写形式，出現高達7264次。[2]
- 《英王欽定版聖經》（英語Jehovah）——整本共出現7次。
- 《現用英語聖經》——Jehovah遍及《旧约聖經》。

## 外部連結
- 相信博學文章-宗教資訊：神的名字（页面存档备份，存于）
- 相信博學文章-宗教資訊：耶和華（页面存档备份，存于）